# McDonnell Douglas DC-10 Air Tanker

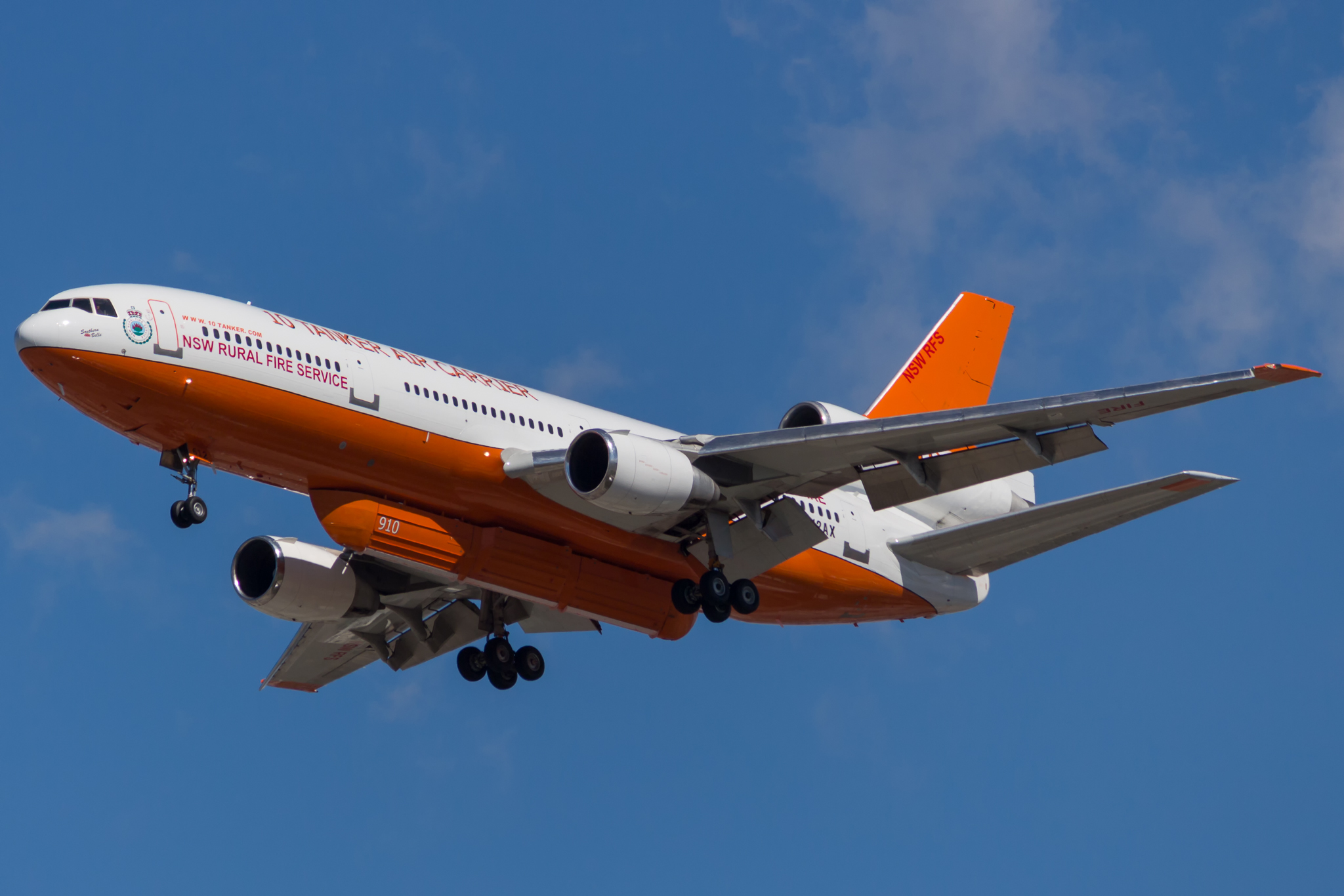
Le Tanker 910, premier exemplaire du DC-10 Air Tanker, qui sera retiré de service en 2014.

Le McDonnell Douglas DC-10 Air Tanker est un avion à fuselage large américain, entièrement basé sur le modèle d'avion d'origine qui est entré en service depuis 2006 en tant qu’appareil aérien de lutte contre les incendies. Il est principalement utilisé pour lutter contre les incendies de forêt, généralement dans les zones rurales. Avec le Boeing 747 Supertanker, il est l'un des plus grands bombardiers d'eau du monde.

## Développement
La société 10 Tanker STC a entamé des recherches sur le développement des bombardiers d'eau nouvelle génération en 2002. Le personnel de la société était constitué de personnes ayant une longue expérience d'opérations, des modifications et de la propriété d’avions gros porteur. Après deux années de recherche sur les exigences en matière de lutte contre des incendies sur de grandes surfaces et les orientations futures, 10 Tanker STC a choisi le McDonnell Douglas DC-10 àmodifier. Un certificat de type supplémentaire de la Federal Aviation Administration (FAA) des États-Unis pour les modifications de l'aéronef DC-10 à utiliser a été livré en mars 2006. La société 10 Tanker STC a ensuite obtenu un certificat d'exploitation pour lutte contre les incendies par voie aérienne et approbation par l’Airtanker Board pour une utilisation en agence
Le premier avion converti, immatriculé N450AX, avait été livré à National Airlines en tant qu'avion de transport de passagers civil en 1975, avant de prendre l'avion pour Pan Am, American Airlines, Hawaiian Airlines et Omni Air International.
La conversion de la cellule d'origine en avion bombardier d'eau était une entreprise commune, baptisée 10 Tanker Air Carrier, entre Cargo Conversions de San Carlos (Californie) et Omni. Les travaux de conversion ont été effectués par Victorville Aerospace de l'aéroport de Californie du Sud (Californie), Victorville, Californie.

## Nombres d'exemplaires
Cinq avions ont été construits. Le Tanker 910 qui est le 1er exemplaire, un DC-10-10 modifié, a été retiré du service en 2014, mais remplacé par un autre DC-10. Les trois autres sont des appareils DC-10-30 modifiés, qui sont toujours en service et portent les indicatifs d'appel Tanker 911, 912 et 914.

## La modification du DC-10

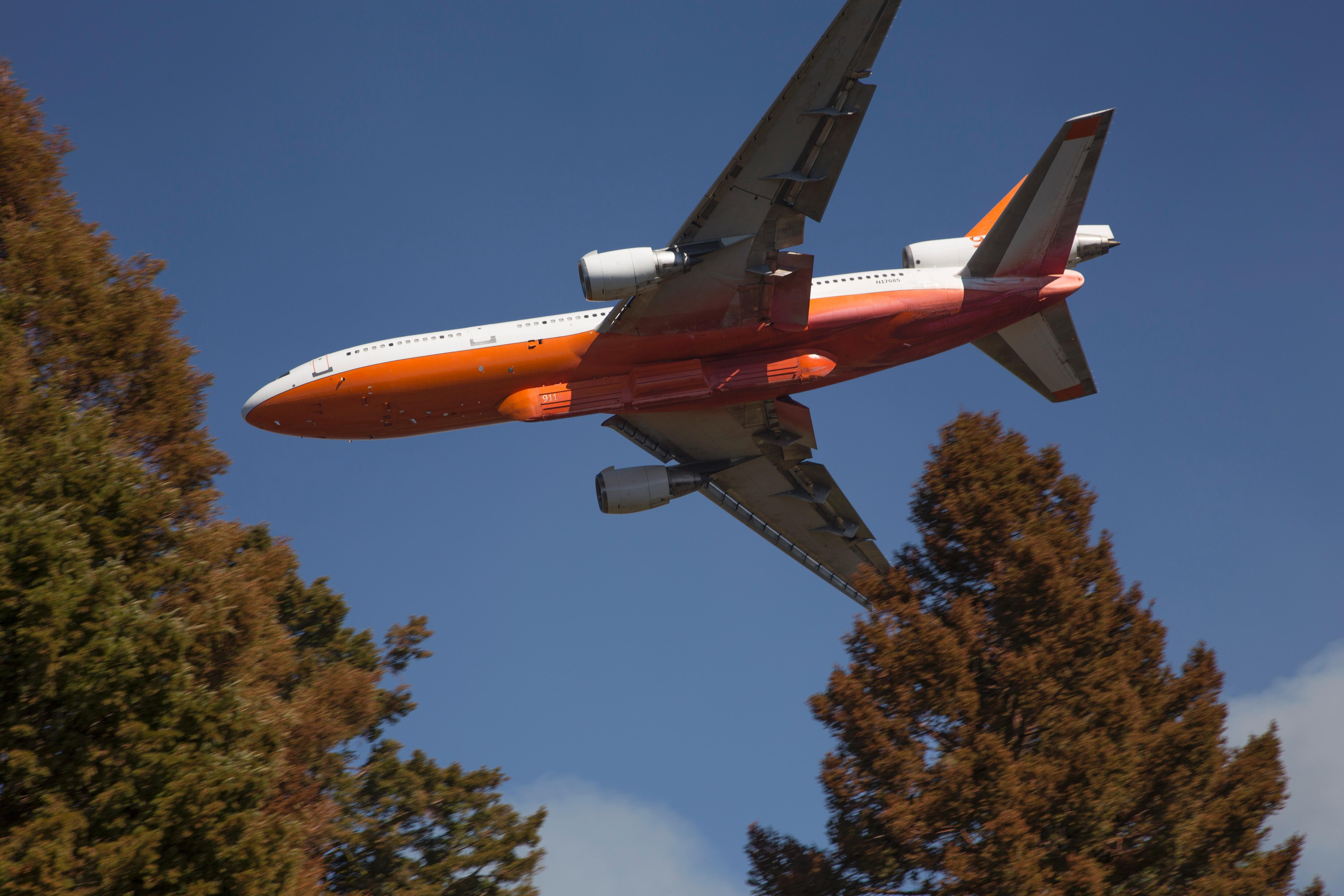
Le DC-10 Air Tanker (Tanker 911), vue du dessous.

La modification de l'avion bombardier d'eau est réalisée sur une série DC-10-10 ou DC-10-30 et implique l'ajout d'un réservoir externe et des systèmes et structures de support associés. Le DC-10 Air Tanker peut transporter jusqu'à 45 000 litres d'eau dans un réservoir extérieur, situé en dessous de l'avion, dont le contenu peut être libéré en huit secondes.
L'eau ou le retardateur est transporté dans trois bassins central. Les réservoirs ont des déflecteurs internes qui empêchent le fluide de se déplacer (et le centre de gravité qui s’ensuit) en vol et reposent avec une garde au sol de 38 cm. Les trois réservoirs peuvent être remplis simultanément au sol en huit minutes. Le retardateur est alimenté par gravite par les réservoirs et toute la charge peut être déchargée en huit secondes, bien que le taux de chute réel soit contrôlé par ordinateur par l'équipage de conduite afin de produire l'étalement souhaité du retardateur sur les lignes de feu. L’appareil est capable d’appliquer une ligne de retardant de 300 pieds (91 m) de large sur 1 mile (1,6 km) de long.
Les réservoirs de retardateur externe sont conçus pour être remplis à partir de raccords à came à verrouillage standard de 76 mm . En utilisant un, deux ou trois tuyaux, les réservoirs peuvent être remplis aussi rapidement que le permettent les capacités de chargement de la base, généralement entre 15 et 20 minutes. Les réservoirs sont mis à l'atmosphère par un système de ventilation installé au-dessus de chaque réservoir afin de permettre à suffisamment d'air d'entrer et de sortir des réservoirs pendant les remplissages et les baisses de retardateur. Des jauges de quantité précises font partie de l'installation.
Le nombre de largages qu’il peut faire en une journée n’est limité que par le temps nécessaire pour recharger l’avion en eau (ou agent ignifuge) et en carburant, ainsi que par le besoin d’une piste d’atterrissage adéquate, pouvant se trouver à une distance considérable de l'incendie [réf. nécessaire].
Les sceptiques ont fait valoir que les DC-10 Air Tanker manquaient de maniabilité. Cependant, malgré sa taille, l’expérience sur le terrain a prouvé que l’agilité de l’avion était supérieure à tous les types de terrain et quelles que soient les conditions atmosphériques jugées appropriées pour des opérations à voilure fixe dans une zone de trafic incendiée.
Contrairement à la plupart des gros avions bombardier d'eau existants et proposés, le DC-10 Air Tanker arrive dans une zone de trafic incendie pesant considérablement moins que sa masse maximale au décollage certifiée. Cela est principalement dû à la réduction de la charge de carburant transportée lors de missions d’incendie.

## Accidents et incidents
Le 25 juin 2007, le Tanker 910 a son premier grave incident. Alors qu’il effectuait sa troisième traversée du White Fire dans les montagnes du comté de Kern, près de Tehachapi, en Californie ; l’appareil se trouvait sur la rive gauche en tournant de base en approche finale. L’aile gauche a chuté et l’appareil est descendu de 100 à 200 pieds (environ 30 à 61 mètres) plus bas que prévu,. Celui-ci a heurté plusieurs arbres avant que les pilotes ne puissent sortir de la descente,,. L'appareil s’est élevé à l’altitude pour une vérification de la maniabilité et le déchargement de sa charge de retardateur, puis est retourné à sa base de Victorville, en Californie, où il a atterri d’urgence et a été immobilisé au sol en attendant une enquête, une inspection et des réparations,.